# Kloniv, Ripkî
Kloniv (în ucraineană Клонів) este un sat în comuna Smolîhivka din raionul Ripkî, regiunea Cernihiv, Ucraina.

## Demografie
Componența lingvistică a localității Kloniv
     Ucraineană (91,18%)
     Rusă (8,82%)
Conform recensământului din 2001, majoritatea populației localității Kloniv era vorbitoare de ucraineană (91,18%), existând în minoritate și vorbitori de rusă (8,82%).